# Zdeněk Šreiner
Zdeněk Šreiner (Ostrava, 1954. június 2. – 2017. november 28.) olimpiai bajnok csehszlovák válogatott cseh labdarúgó, középpályás.

## Pályafutása

### Klubcsapatban
1976 és 1987 között a Baník Ostrava labdarúgója volt, ahol két csehszlovák bajnoki címet és egy kupa győzelmet ért el a csapattal. Az 1987–88-as idényben a francia AS Beauvais, majd a következő szezonban az osztrák VSE St. Pölten együttesében szerepelt. 1989-ben vonult vissza az aktív labdarúgástól.

### A válogatottban
1979 és 1980 között kilenc alkalommal szerepelt a csehszlovák olimpiai válogatottban és egy gólt szerzett. Tagja volt az 1980-as moszkvai olimpián aranyérmet szerzett csapatnak. 1980 és 1984 között hat alkalommal szerepelt a csehszlovák A-válogatottban is.

## Sikerei, díjai
Csehszlovákia
- Olimpiai játékok
  - aranyérmes: 1980, Moszkva

 Baník Ostrava
- Csehszlovák bajnokság
  - bajnok: 1979–80, 1980–81
- Csehszlovák kupa
  - győztes: 1978